# Гарфорд (Нью-Йорк)
Гарфорд (англ. Harford) — місто (англ. town) в США, в окрузі Кортленд штату Нью-Йорк. Населення — 876 осіб (2020).

## Демографія
Згідно з переписом 2010 року, у місті мешкали 943 особи в 362 домогосподарствах у складі 254 родин. Було 401 помешкання
Расовий склад населення:
| - 97,9 % — білих - 0,7 % — чорних або афроамериканців - 0,2 % — азіатів - 0,1 % — корінних американців |

До двох чи більше рас належало 1,1 %. Частка іспаномовних становила 0,2 % від усіх жителів.
За віковим діапазоном населення розподілялося таким чином: 24,1 % — особи молодші 18 років, 62,2 % — особи у віці 18—64 років, 13,7 % — особи у віці 65 років та старші. Медіана віку мешканця становила 39,3 року. На 100 осіб жіночої статі у місті припадало 107,7 чоловіків;  на 100 жінок у віці від 18 років та старших — 100,0 чоловіків також старших 18 років.
Середній дохід на одне домашнє господарство  становив 79 390 доларів США (медіана — 60 294), а середній дохід на одну сім'ю — 92 521 долар (медіана — 68 929). Медіана доходів становила 42 206 доларів для чоловіків та 46 250 доларів для жінок. За межею бідності перебувало 5,6 % осіб, у тому числі 4,5 % дітей у віці до 18 років та 6,9 % осіб у віці 65 років та старших.
Цивільне працевлаштоване населення становило 407 осіб. Основні галузі зайнятості: освіта, охорона здоров'я та соціальна допомога — 30,0 %, будівництво — 13,3 %, виробництво — 9,8 %, роздрібна торгівля — 9,3 %.